# Isla Rey Christian
La isla Rey Christian (en inglés: King Christian Island) es una de las islas del archipiélago ártico canadiense, parte del grupo de las islas Sverdrup, que forma parte a su vez del archipiélago de las islas de la Reina Isabel (Queen Elizabeth Islands), en el territorio de Nunavut, al norte de Canadá. Se encuentra en el océano Ártico, a 13,5 km de la costa suroeste de la isla Ellef Ringnes, estando ambas separadas por el estrecho Danés (Danish Strait).
La isla tiene una superficie de 645 km² (61.ª del país y 43.ª de Nunavut)